# Children of the Whales
Children of the Whales (クジラの子らは砂上に歌う?, Kujira no kora wa sajō ni utau, lett. "I figli delle balene cantano sulla sabbia") è un manga scritto e disegnato da Abi Umeda, serializzato sul Monthly Mystery Bonita di Akita Shoten dal 6 giugno 2013 al 6 gennaio 2023. Un adattamento anime, prodotto da J.C.Staff, è stato trasmesso in Giappone tra l'8 ottobre e il 24 dicembre 2017. I diritti per un'edizione in lingua italiana del manga sono stati acquistati da Star Comics.

## Trama
La storia ha come protagonista Chakuro, un ragazzo di 14 anni che vive su una gigantesca isola fluttuante chiamata Balena di fango, che naviga sul mare di sabbia. 
Sulla Balena di fango la società si divide in due tipi di persone: i "marchiati", che possono spostare gli oggetti con le loro menti usando uno strano potere chiamato "thymia", che causa però un accorciamento delle loro vite, e i "non marchiati", che non hanno questo potere e godono quindi di una vita più lunga.
Chakuro e i suoi amici non hanno mai visto nessuno dal mondo esterno e trascorrono le loro giornate desiderosi di esplorarlo e conoscerlo. Un giorno, la Balena di fango nella sua navigazione raggiunge un'altra gigantesca isola fluttuante sulla quale Chakuro trova una ragazza, dando inizio a un'avventura che cambierà la vita di tutti.

## Personaggi
Chakuro (チャクロ?)
Doppiato da: Natsuki Hanae (ed. giapponese), Alessio Puccio (ed. italiana)
Lykos (リコス?)
Doppiata da: Manaka Iwami (ed. giapponese), Lucrezia Marricchi (ed. italiana)
Ouni (オウニ?, Ōni)
Doppiato da: Yūichirō Umehara (ed. giapponese), Daniele Raffaeli (ed. italiana)
Suō (スオウ?)
Doppiato da: Nobunaga Shimazaki (ed. giapponese), Manuel Meli (ed. italiana)
Ginshu (ギンシュ?)
Doppiata da: Mikako Komatsu (ed. giapponese), Lidia Perrone (ed. italiana)
Liontari (リョダリ?)
Doppiato da: Daiki Yamashita (ed. giapponese), Alessio Nissolino (ed. italiana)
Shuan (シュアン?)
Doppiato da: Hiroshi Kamiya (ed. giapponese), Alessandro Rigotti (ed. italiana)

## Media

### Manga
Il manga, scritto e disegnato da Abi Umeda, è stato serializzato sulla rivista Monthly Mystery Bonita di Akita Shoten dal 6 giugno 2013 al 6 gennaio 2023. Il manga è entrato nella sua fase conclusiva il 5 febbraio 2021. Il primo volume tankōbon è stato pubblicato il 16 dicembre 2013 e al 16 marzo 2023 ne sono stati messi in vendita in tutto ventitré.
In Italia la serie è stata annunciata da Star Comics al Napoli Comicon 2017 e pubblicata da ottobre 2017 a novembre 2023, mentre in America del Nord i diritti sono stati acquistati da Viz Media.

#### Volumi
| 1  | 16 dicembre 2013 | ISBN 978-4-253-26101-2 | 25 ottobre 2017   | ISBN 978-88-226-0618-1 (ed. regolare) ISBN 978-88-226-0624-2 (ed. variant) |
| 1  | Capitoli - 01. Chakuro del Mare di Sabbia (砂の海のチャクロ?, Suna no umi no Chakuro) - 02. La visitatrice e gli oppositori (来訪者と反抗者?, Raihō-sha to hankō-sha) - 03. Nel cielo in cui brillano i ricordi (追憶ついおくが 瞬またた く空に?, Tsuioku tsui okuga Shun matata ku sora ni) - 04. Gli artigli dei messaggeri (使者の爪先?, Shisha no tsumasaki) |                        |                   |                                                                            |
| 1  | Trama Chakuro è un ragazzo che vive sulla Balena di fango, un'enorme nave alla deriva nel mare di sabbia che ha ricoperto il mondo. La sua particolarità, come quella di molti altri abitanti della nave, è la capacità di usare la "thymia", un potere simile alla telecinesi generato dai sentimenti. Purtroppo, questo stesso potere fa avere una vita più breve a coloro che lo utilizzano. Nonostante ciò, la vita sulla Balena di fango procede normalmente: Chakuro, non abile nell'esercizio della thymia, è l'archivista della nave e documenta ogni evento. Un giorno, durante una spedizione su un'isola disabitata apparsa all'orizzonte, Chakuro incontra una ragazza particolare, che porta sconvolgenti novità sulla Balena di fango. Lykos (nome con cui Chakuro la chiama), infatti, dimostra di saper usare la thymia, ma con modalità differenti rispetto agli abitanti della Balena; la ragazza porta con sé anche un segreto che gli anziani della nave rifiutano di accettare. Nel mentre, l'arrivo di alcuni soldati causa scompigli in tutta la nave. |                        |                   |                                                                            |
| 2  | 16 aprile 2014 | ISBN 978-4-253-26102-9 | 22 novembre 2017  | ISBN 978-88-226-0773-7                                                     |
| 2  | Capitoli - 05. Tra le palpebre (瞼のなかで?, Mabuta no naka de) - 06. L'attacco di Liontari (リョダリ襲来?, Ryodari shūrai) - 07. Questo mondo è bello (この世界が綺麗なのは?, Kono sekai ga kireina no wa) - 08. In the womb |                        |                   |                                                                            |
| 2  | Trama I soldati con le maschere da clown hanno iniziato un massacro sulla Balena di fango; nell'attacco perdono la vita diverse persone, tra cui la capovillaggio Taisha e l'amica di Chakuro, Tami. Chakuro, sconvolto, e Ouni sono gli unici a reagire usando la thymia. In loro aiuto interviene anche Lykos, che si scopre essere la sorella minore del Comandante Supremo Orca e che tuttavia rifiuta di tornare in patria. I soldati vengono richiamati, e sulla Balena gli abitanti si preparano al prossimo attacco. Nel frattempo, Suou viene eletto nuovo capovillaggio e apprende i piani degli anziani: affondare la nave con tutti il suo popolo, così da preservarne l'onore. Essendosi opposto, Suou viene rinchiuso nei sotterranei, e così Neri, una ragazza misteriosa al servizio degli anziani, avverte Chakuro del pericolo. Il ragazzo, con l'aiuto di Lykos, Masoh, Nezu, Ro e la guardia Ginshu, entra nei sotterranei, scoprendo il vero cuore della Balena di fango: un nous. In quel momento, gli anziani danno l'ordine di uccidere la creatura e la nave inizia a vacillare. |                        |                   |                                                                            |
| 3  | 16 settembre 2014 | ISBN 978-4-253-26103-6 | 24 gennaio 2018   | ISBN 978-88-226-0841-3                                                     |
| 3  | Capitoli - 09. La scelta del paradiso (楽園の選択?, Rakuen no sentaku) - 10. Bentornata (おかえり?, Okaeri) - 11. Andiamo verso il tumulto della guerra (ぼくらは戦塵のむこうへ?, Boku-ra wa senjin no mukou e) - 12. La battaglia sulla Balena (鯨の上の戦争?, Kujira no ue no sensō) - Postfazione: Le canzoni di Children of the Whales |                        |                   |                                                                            |
| 3  | Trama Chakuro e Lykos si oppongono agli anziani e bloccano l'attacco a Falaina, il nous della Balena di fango. Lykos spiega che ogni nave che viaggia per il mare di sabbia ha un nous al suo interno; Falaina è diverso dagli altri perché non si nutre delle emozioni dei suoi abitanti, e per questo è la nave dove sono stati esiliati i "criminali" dell'Impero che non intendevano farsi sottrarre le emozioni. Gli abitanti iniziano a prepararsi per l'attacco imminente di Skyros, la nave dell'Impero, capitanati da Suou, che è diventato il nuovo capovillaggio. Mentre i marchiati si esercitano ad usare la thymia come arma, Suou pensa a un piano per sconfiggere i nemici: un gruppo di marchiati scelti dovranno salire su Skyros e distruggere il loro nous, Olivinis, così da affondare la nave. Il giorno dell'attacco, il popolo della Balena si divide in gruppi e i marchiati si preparano a difendere i compagni. Intanto, Chakuro, Lykos, Ouni e altri marchiati salpano verso Skyros, mimetizzandosi nella tempesta di sabbia. Sulla Balena lo scontro è iniziato; il vecchio Hakuji si sacrifica per salvare degli abitanti, e in suo soccorso arriva Suou, che però si trova davanti Liontari. Su Skyros, intanto, Lykos afferma che gli abitanti della Balena hanno una capacità di manipolazione della thymia maggiore perché si affidano alle emozioni, ed infatti il gruppo riesce facilmente a sbaragliare i soldati nella nave. Arrivati alla sala del nous, però, Lykos non fa in tempo a salvarla che buona parte del gruppo viene uccisa dai soldati grazie a un inganno. |                        |                   |                                                                            |
| 4  | 16 febbraio 2015 | ISBN 978-4-253-26104-3 | 14 marzo 2018     | ISBN 978-88-226-0929-8                                                     |
| 4  | Capitoli - 13. La colpa dei fiori (花の罪?, Hana no tsumi) - 14. I tuoi ricordi, il nostro destino (きみの記憶、ぼくらの運命?, Kimi no kioku, boku-ra no unmei) - 15. Cogli quel giorno (その日を摘め?, Sonohiwotsume) - 16. Bonaccia (凪?, Nagi) |                        |                   |                                                                            |
| 5  | 16 luglio 2015 | ISBN 978-4-253-26105-0 | 23 maggio 2018    | ISBN 978-88-226-1008-9                                                     |
| 5  | Capitoli - 17. Viaggiatori che vengono da lontano (遠来の旅人?, Enrai no tabibito) - 18. Gli airetikos raccontano (物語る異端者?, Monogataru itan-sha) - 19. La canzone della nave dei sogni (夢の舟唄?, Yume no funauta) - 20. Il tramonto del novantatreesimo anno (93年の落日?, 93-nen no rakujitsu) - Dagli archivi: La ballata dell'archivista |                        |                   |                                                                            |
| 6  | 16 dicembre 2015 | ISBN 978-4-253-26106-7 | 18 luglio 2018    | ISBN 978-88-226-1064-5                                                     |
| 6  | Capitoli - 21. Un giuramento non registrato (標されなかった誓い?, Shirusa renakatta chikai) - 22. La torre del tempo (時の塔?, Toki no tō) - 23. Riunione nella pioggia (雨の集会?, Ame no shūkai) - 24. I kamingaino del presagio (兆しのカミンガイノ?, Kizashi no kamingaino) - Postfazione: Il viaggio tramandatoci da Children of the Whales |                        |                   |                                                                            |
| 7  | 15 aprile 2016 | ISBN 978-4-253-26107-4 | 19 settembre 2018 | ISBN 978-88-226-1094-2                                                     |
| 7  | Capitoli - 25. Lo scontro (遭遇?, Sōgū) - 26. Il labirinto di fango (泥迷宮?, Doro meikyū) - 27. La nascita (生誕?, Seitan) - 28. Il colore del cielo lontano (はるか空のいろ?, Haruka sora no iro) - Un'altra cronaca: Accanto alla luce, il cielo attraverso il muro (もう一つの記録 光の隣 壁の空?, Mōhitotsu no kiroku-kō no tonari kabe no sora) |                        |                   |                                                                            |
| 8  | 14 ottobre 2016 | ISBN 978-4-253-26108-1 | 21 novembre 2018  | ISBN 978-88-226-1095-9                                                     |
| 8  | Capitoli - 29. Un mondo vincolato (不自由な世界?, Fujiyūna sekai) - 30. La scoperta (発現?, Hatsugen) - 31. Il suono dei campanelli della vacuità (空虚の鈴音?, Kūkyo no suzuoto) - 32. Le tracce di un sogno (夢のあとかた?, Yumenoato-kata) - 33. Come il nostro guerriero (我らの戦士のように?, Warera no senshi no yō ni) |                        |                   |                                                                            |
| 9  | 16 marzo 2017 | ISBN 978-4-253-26379-5 | 16 gennaio 2019   | ISBN 978-88-226-1201-4                                                     |
| 9  | Capitoli - 34. Il paese straniero (異邦?, Ihō) - 35. Leader vs. leader (長と長?, Chō to naga) - 36. Dopo il banchetto (宴のあとで?, Utagenoato de) - 37. I deboli (弱きものたち?, Jaku kimono-tachi) - 38. La nostra gioia (わたしたちの喜びは?, Watashi-tachi no yorokobi wa) |                        |                   |                                                                            |
| 10 | 15 settembre 2017 | ISBN 978-4-253-26380-1 | 20 marzo 2019     | ISBN 978-88-226-1295-3                                                     |
| 10 | Capitoli - 39. Divinità viventi e divinità cadaveri (生き神と骸神?, Ikigami to mukuro-shin) - 40. Il boato dei cannoni oscuri (闇色の砲声?, Anshoku no hōsei) - 41. L’intrusione (潜入?, Sen'nyū) - 42. L’eroe della rivolta (反逆の英雄?, Hangyaku no eiyū) - 43. I bambini del settimo villaggio (第7集落のこどもたち?, Dai 7 shūraku no kodomo-tachi) |                        |                   |                                                                            |
| 11 | 16 gennaio 2018 | ISBN 978-4-253-26381-8 | 15 maggio 2019    | ISBN 978-88-226-1425-4                                                     |
| 11 | Capitoli - 44. Il segno del dio della morte (死神のサイン?, Shinigami no sain) - 45. Amici (朋?, Tomo) - 46. La dimora temporanea dei sotiras (石守主の寓居?, Ishimori-nushi no gūkyo) - 47. Il padrone delle stelle (星の主?, Hoshi no omo) - 48. Un banco di granelli di sabbia (砂粒の群れ?, Saryū no mure) |                        |                   |                                                                            |
| 12 | 14 giugno 2018 | ISBN 978-4-253-26382-5 | 17 luglio 2019    | ISBN 978-88-226-1466-7                                                     |
| 12 | Capitoli - 49. Il campo di battaglia della solitudine (孤独の戦場?, Kodoku no senjō) - 50. Caos di voci (饒舌な混沌?, Jōzetsuna konton) - 51. La bambina che dorme in fondo alla sabbia (砂底の眠り子?, Sunazoko no nemuri-ko) - 52. L'uomo che archivia (記録する者?, Kiroku suru mono) |                        |                   |                                                                            |
| 13 | 16 ottobre 2018 | ISBN 978-4-253-26383-2 | 20 novembre 2019  | ISBN 978-88-226-1624-1                                                     |
| 13 | Capitoli - 53. La gabbia dei desideri (願いの檻?, Negai no ori) - 54. Strada di sabbia, strada del ritorno (砂の道、帰り道?, Suna no michi, kaerimichi) - 55. Addio, Amonlogia (さよならアモンロギア?, Sayonara Amon Rogia) - 56. L'alba della decisione (決断の夜明け?, Ketsudan no yoake) |                        |                   |                                                                            |
| 14 | 14 marzo 2019 | ISBN 978-4-253-26384-9 | 19 febbraio 2020  | ISBN 978-88-226-1702-6                                                     |
| 14 | Capitoli - 57. Tutto cambia in un ciclo eterno e continuo (生々流転?, Seiseiruten) - 58. Raggiungendo il cuore (心通わせて?, Kokoro kayowa sete) - 59. Le guide (案内人?, An'naibito) - 60. I fiori del paradiso (楽園の花?, Rakuen no hana) |                        |                   |                                                                            |
| 15 | 19 agosto 2019 | ISBN 978-4-253-26385-6 | 16 settembre 2020 | ISBN 978-88-226-1868-9                                                     |
| 15 | Capitoli - 61. Le persone al proprio fianco (そばにいる人?, Soba ni iru hito) - 62. I ricordi del dio della morte (死神追想?, Shinigami tsuisō) - 63. Kitrino (キトゥリノ?, Kiturino) - 64. L'isola eterna (永遠の島?, Eien no shima) |                        |                   |                                                                            |
| 16 | 16 marzo 2020 | ISBN 978-4-253-26386-3 | 20 gennaio 2021   | ISBN 978-88-226-2089-7                                                     |
| 16 | Capitoli - 65. Compassione e cannonate (共感と砲声?, Kyōkan to hōsei) - 66. La malefica sulla sabbia (砂上の凶星?, Sajō no kyōsei) - 67. a bestia di sabbia (砂の獣?, Suna no kemono) - 68. Do not touch (DO NOT TOUCH?) |                        |                   |                                                                            |
| 17 | 16 giugno 2020 | ISBN 978-4-253-26387-0 | 19 maggio 2021    | ISBN 978-88-226-2304-1                                                     |
| 17 | Capitoli - 69. La storia di un cuore (こころの話?, Kokoro no hanashi) - 70. Nelle tenebre del mondo vorticante (回る世界の昏闇で?, Mawaru sekai no kurayami de) - 71. La nascita (2ª parte) (生誕2?, Seitan 2) - 72. Il contrattacco rosso (赤い反攻?, Akai hankō) |                        |                   |                                                                            |
| 18 | 16 novembre 2020 | ISBN 978-4-253-26388-7 | 20 ottobre 2021   | ISBN 978-88-226-2603-5                                                     |
| 18 | Capitoli - 73. La canzone del crepuscolo (黄昏の歌?, Tasogare no uta) - 74. Per quante volte soffi il vento (何度も風が吹いて?, Nando mo kaze ga fuite) - 75. Oltre il mare della morte (死の海の先へ?, Shi no umi no saki e) - 76. La città senza dei (神がいない街?, Kami ga inai machi) |                        |                   |                                                                            |
| 19 | 16 aprile 2021 | ISBN 978-4-253-26389-4 | 19 gennaio 2022   | ISBN 978-88-226-2942-5                                                     |
| 19 | Capitoli - 77. Il villaggio in cui volteggiano i fiori (花舞う村?, Hana mau mura) - 78. Conforto e presagi (癒やしと予兆?, Iyashi to yochō) - 79. L'oracolo (託置?, Takusen) - 80. Lo specchio (映し鏡?, Utsushi-kyō) |                        |                   |                                                                            |
| 20 | 16 settembre 2021 | ISBN 978-4-253-26390-0 | 14 settembre 2022 | ISBN 978-88-226-3429-0                                                     |
| 20 | Capitoli - 81. Armonia (ハーモニー?, Hāmonī) - 82. La marionetta (傀儡?, Kugutsu) - 83. Chakuro (チャクロ?) - 84. Le cronache del villaggio in cui tutto ha avuto inizio (はじまりの村の記録?, Hajimari no mura no kiroku) |                        |                   |                                                                            |
| 21 | 16 febbraio 2022 | ISBN 978-4-253-26391-7 | 14 dicembre 2022  | ISBN 978-88-226-3651-5                                                     |
| 21 | Capitoli - 85. Skia (スキア?, Sukia) - 86. Anche a costo di farmi odiare (君に憎まれても?, Kimi ni nikuma rete mo) - 87. Polvere scura (昏き塵?, Kuraki chiri) - 88. L'evoluzione (進化?, Shinka) |                        |                   |                                                                            |
| 22 | 16 agosto 2022 | ISBN 978-4-253-26392-4 | 14 giugno 2023    | ISBN 978-88-226-3933-2                                                     |
| 22 | Capitoli - 89. Vattene, Skia! (出ていけ、スキア!?, Deteike, Sukia!) - 90. La notte prima dello scontro decisivo (決戦前夜?, Kessen zenya) - 91. L'imbroglione (道化?, Dōke) - 92. In fondo alla salvezza e alla maledizione (救いと呪いの果てに?, Sukui to noroi no hate ni) |                        |                   |                                                                            |
| 23 | 16 marzo 2023 | ISBN 978-4-253-26393-1 | 15 novembre 2023  | ISBN 978-88-226-4284-4                                                     |
| 23 | Capitoli - 93. Coloro che non hanno il marchio (印持たぬ者たちの?, Shirushi motanu-sha-tachi no) - 94. Il piccolo demonas (小さな悪霊?, Chīsana akuryō) - 95. All'interno della luce (光の中で?, Hikari no nakade) - 96. L'ultimo miracolo (最後の奇跡?, Saigo no kiseki) - 97. Un giorno, nel Mare di Sabbia (いつか、砂の海で?, Itsuka, suna no umi de) |                        |                   |                                                                            |

### Anime
Annunciato il 6 gennaio 2017 sul Monthly Mystery Bonita di Akita Shoten, un adattamento anime, prodotto da J.C.Staff e diretto da Kyōhei Ishiguro, è andato in onda dall'8 ottobre al 24 dicembre 2017. La composizione della serie è stata affidata a Michiko Yokote, mentre la colonna sonora è stata composta da Hiroaki Tsutsumi. In tutto il mondo gli episodi sono stati resi disponibili in streaming da Netflix, anche coi sottotitoli e il doppiaggio in lingua italiana, il 13 marzo 2018. Due episodi OAV sono stati annunciati per la pubblicazione in allegato ai due volumi BD/DVD dell'edizione home video della serie, previsti rispettivamente il 26 gennaio e il 23 marzo 2018.

#### Episodi
| Nº | Titolo italiano Giapponese 「Kanji」 - Rōmaji | Prima visione    | Prima visione |
| Nº | Titolo italiano Giapponese 「Kanji」 - Rōmaji | Giapponese       | Italiano      |
| 1  | Era tutto il nostro mondo 「私たちの大事な世界の全てだった」 - Watashitachi no daiji na sekai no subete datta | 8 ottobre 2017   | 13 marzo 2018 |
| 1  | Nell'isola flottante Fálaina, anche detta Balena di fango, vivono delle persone divise in marchiati (che godono del potere "thymia") e non marchiati. Un giorno avvistano un'altra isola fluttuante e Chakuro e Sami partecipano alla spedizione di esplorazione. Chakuro trova una ragazza misteriosa, Lycos, che lo aggredisce ma senza fargli alcun male. Lycos è l'ultima superstite del suo popolo e Chakuro decide di portarla con sé per curarla. Il consiglio degli anziani della Balena di fango vuole tenerla all'oscuro del loro popolo, e soprattutto non vuole che gli abitanti di Fálaina entrino in contatto con altre isole fluttuanti abitate. Ouni, un marchiato appena uscito di prigione, sente la storia della ragazza e decide di iniziare un viaggio in cerca di nuove isole e nuove persone, a partire da quella di Lycos. A seguire Ouni ci saranno le altre talpe (così vengono chiamati i marchiati prigionieri, che stanno sottoterra) e Chakuro, che è già stato sull'isola.         |                  |               |
| 2  | I criminali di Fálaina 「鯨の罪人たち」 - Farena no tsumibito-tachi | 15 ottobre 2017  | 13 marzo 2018 |
| 2  | Nell'isola di Lycos, Ouni e Chakuro scoprono l'esistenza della creatura Nous, che assorbe tutte le emozioni dagli esseri umani. Lycos, che adesso vive nella Balena di fango, non è abituata a provare emozioni e si sente strana. Anche lei assiste al fenomeno della migrazione delle cavallette volanti, che porta sempre una grande felicità agli abitanti di Fálaina. Lycos non riesce a parlare al consiglio degli anziani e si viene a sapere troppo tardi che la Balena di fango è sotto attacco. Sami viene uccisa mentre salva Chakuro. |                  |               |
| 3  | Questo mondo non m'interessa più 「こんな世界は、もうどうでもいい」 - Konna sekai wa, mō dō demo ii | 22 ottobre 2017  | 13 marzo 2018 |
| 3  | La balena di fango viene attaccata e molti abitanti vengono feriti o uccisi. Per proteggere il corpo di Sami, Chakuro attiva il suo potere thymia per la prima volta e scopre dal colore della pelle che gli attaccanti appartengono al popolo di Lycos. Uno di loro, Ryodari, vede piangere Chakuro e si stupisce di questa emozione, ma Lycos ferma il suo istinto omicida. Ouni carpisce delle informazioni riservate da due banditi e cioè che torneranno ad attaccare Fálaina con più violenza. |                  |               |
| 4  | Noi e la Balena di fango ci affideremo alla sabbia 「泥クジラと共に砂に召されるのだよ」 - Doro kujira to tomo ni suna ni mesareru no da yo | 29 ottobre 2017  | 13 marzo 2018 |
| 4  | Il consiglio degli anziani decide che per non farsi sterminare dai nemici devono affondare assieme all'intera Balena di fango. Suou, appena eletto capo villaggio, non è d'accordo e viene imprigionato. Neri fa sapere a Chakuro della decisione del consiglio e gli mostra delle immagini su lui e Sami. Chakuro chiede aiuto a Lycos per salvarsi dalla fine e la ragazza suggerisce di introdursi nelle stanze segrete dei sotterranei per arrestare le manovre degli anziani. Chakuro arruola Masu, Nezu e Ro, ma non riesce a convincere Ouni. Grazie a Ginshu, che stravede per Chakuro, riescono a superare le difese, ma nella stanza interdetta trovano Neri ad attenderli. |                  |               |
| 5  | Non voglio scappare 「逃げるのはイヤだ」 - Nigeru no wa iya da | 5 novembre 2017  | 13 marzo 2018 |
| 5  | Il consiglio degli anziani porta i suoi combattenti a distruggere il Nous, il cuore di Fálaina, ma Lycos si oppone rimanendo ferita. Hakuji, il capo degli anziani, capisce che far affondare la Balena di fango non era una buona idea, perciò libera Suou per chiedergli di risolvere la situazione. Chakuro cerca Neri per chiederle spiegazioni, ma la bambina è stata avvolta dal Nous dopo il combattimento. Lycos spiega a tutti che il suo popolo è l'unico a voler estinguere la Balena di fango perché è diversa dalle altre Skyros: gli antenati si ribellarono al Nous, che assorbe le emozioni umane per nutrirsi, per vivere in libertà. Suou tiene un'assemblea in cui annuncia che, fintanto che non troveranno alleati, dovranno difendersi da soli dai prossimi attacchi, e l'unico modo per farlo è usare la Thymia dei marchiati. Suou è dispiaciuto a dover chiederlo a loro, che possono godere di una breve esistenza, ma Ouni lo rassicura e afferma che collaborerà a difendere Fálaina. |                  |               |
| 6  | Potrebbero uccidere qualcuno domani 「明日、人を殺してしまうかもしれない」 - Ashita, hito o koroshiteshimau kamoshirenai | 12 novembre 2017 | 13 marzo 2018 |
| 6  | Le ragazze del villaggio aiutano Lycos a integrarsi e le regalano dei vestiti. Il membro del consiglio Rasha redarguisce Suou perché farà combattere anche i bambini, ma lui risponde che non c'è altro modo per proteggersi dai nemici. Un flashback ricorda il passato di Ouni e la sua conoscenza con Nibi, che desidera aiutarlo a lasciare Fálaina. Aima, la sorella gemella di Neri, si presenta a Chakuro e gli promette di mostrargli la genesi della Balena di fango in cambio della sua protezione. Il piano di Suou per il prossimo combattimento è quello di attaccare la Skyros e il Nous dei nemici e ha bisogno dei marchiati con la thymia più potente, ma anche Nibi vuole partecipare. |                  |               |
| 7  | Voglio vedere il tuo futuro 「お前たちの未来が見たい」 - Omaetachi no mirai ga mitai | 19 novembre 2017 | 13 marzo 2018 |
| 7  | I marchiati della balena di fango attaccano la Skyros proprio durante la loro offensiva. Anche Nibi vuole venire con loro, ma più tardi si ferirà. Nel frattempo gli altri abitanti di Fálaina si difendono come possono. Suou lascia il comando per andare ad assistere il signor Hakuji, che si è sacrificato per salvare i bambini. Ryodari uccide di colpo l'anziano e si scaglia verso Suou, ma un combattente lo vede e lo ferma. I marchiati arrivano con poche difficoltà nella stanza del Nous della Skyros e Lycos si sente irrequieta: infatti una parte del gruppo cade in una trappola e muore. |                  |               |
| 8  | Sparisci da questo mondo 「この世から消えてしまえ」 - Kono yo kara kiete shimae | 26 novembre 2017 | 13 marzo 2018 |
| 8  | Aima canta una canzone che risveglia il potere curativo di Fálaina. Suou chiede a Ryodari di vivere con loro come ha fatto Lycos, ma lui non vuole rinunciare al sadismo; morirà poco dopo ucciso da dei bambini. Kicha difende le scelte di Ouni davanti a due talpe che dubitano anche di Suou. Lycos viene circondata, ma Ouni prende in ostaggio il capo della Skyros. Chakuro porta via Lycos ma Ouni viene messo con le spalle al muro e sta per essere ucciso. |                  |               |
| 9  | Vorrei vedere il risultato della tua scelta 「君の選択の、その先が見たい」 - Haru no sentaku no, sono saki ga mitai | 3 dicembre 2017  | 13 marzo 2018 |
| 9  | Nibi si contrappone al nemico per difendere Ouni, ma il suo sforzo raggiunge quello del sacrificio. Dopo la sua morte, Ouni sviene e Olivinis si presenta al cospetto di Chakuro, proponendogli di usare un Kokalo di Antropos per far sparire tutte le sofferenze (ma allo stesso tempo anche le emozioni) degli abitanti di Fálaina. Chakuro non vuole accettare perché ogni emozione, seppur dolorosa, è la dimostrazione che stanno vivendo. Chakuro torna alla balena di fango con Lycos e Ouni e in qualità di archivista si impegna a tenere memoria della terribile strage che si è compiuta su Skyros. |                  |               |
| 10 | In partenza per un nuovo viaggio 「新しい旅に出るわ」 - Atarashii tabi ni deru wa | 10 dicembre 2017 | 13 marzo 2018 |
| 10 | Lord Rochalis, il figlio del duca di Amolloghìa, fa visita alla balena di fango. Suou cerca di stringere un buon rapporto, ma il nobile viziato mantiene il desiderio di sottomettere gli abitanti e di impossessarsi delle risorse di Fálaina. Il Kokalo di Antropos, che ora appartiene a Chakuro, si trasforma in un animaletto che sfugge dal padroncino per raggiungere Aima. La ragazza rivela al giovane che Kokalo è come un timone per le navi dotate di Nous e adesso anche Fálaina potrà essere direzionata secondo la volontà dei suoi abitanti. |                  |               |
| 11 | Solo un sogno 「夢の話だ」 - Yume no hanashi da | 17 dicembre 2017 | 13 marzo 2018 |
| 11 | Aolka viene accusato di tradimento per il fallimento del suo piano di esilio di Fálaina, ma si redime rivelando che Ouni non è un marchiato, bensì un Demonas dai poteri enormi, e propone di schiavizzarlo a favore del regno. Arakni, che lo accusava, passa in questo modo dal lato del torto. Rochaliso mostra a Suou una carta nautica, e gli abitanti possono sapere per la prima volta dove si trova la balena di fango. Lycos, in colloquio con Rochaliso, rivela che il Nous di Fálaina è l'unico a non nutrirsi di emozioni ma delle vite dei marchiati, e Chakuro che stava spiando involontariamente comprende per la prima volta il motivo della loro vita breve. Due gemelli marchiati fondano il movimento del Timone di Shihoku per riunire gli abitanti dotati di Thymia a ribellarsi contro i non marchiati che, a loro avviso, hanno sempre sottomesso i marchiati per i loro vantaggi. Ouni non parteggia per nessuno, ma non vuole che si generi altra violenza.                             |                  |               |
| 12 | Sono felice per le mie origini 「ここに生まれてよかった」 - Koko ni umarete yokatta | 24 dicembre 2017 | 13 marzo 2018 |
| 12 | Dopo la morte del signor Kogare, per la prima volta gli abitanti di Fálaina hanno potuto piangere durante il suo funerale. Suou tiene un discorso per dichiarare che d'ora in avanti tra i marchiati e i non marchiati ci sarà sempre collaborazione senza nessun segreto e potranno decidere insieme dove dirigersi. I gemelli Shikoku continuano a sostenere che i marchiati devono avere più potere e tentano di interrompere il discorso di Suou con la violenza, ma vengono ignoranti e fermati da Ouni. Superata la "gabbia di Fálaina", una corrente vorticosa, grazie a Kokalo si dirigono verso la capitale di Amolloghìa per cercare alleati, ma non sanno che Ryodari è ancora vivo e vuole tornare su Fálaina per divertirsi a uccidere. Suou vorrebbe che Ouni gli succedesse come capo villaggio, una volta raggiunta la capitale. |                  |               |